# Paul Werner Hoppe
Paul Werner Hoppe (ur. 28 lutego 1910 w Berlinie, zm. 15 lipca 1974 w Bochum) – zbrodniarz nazistowski, SS-Obersturmbannführer, ostatni komendant niemieckiego nazistowskiego obozu koncentracyjnego Stutthof.

## Życiorys
Członek SS od 1933 (nr identyfikacyjny 116695). W 1936 rozpoczął swoją służbę obozową w KL Lichtenburg. W latach 1938–1939 pracował w Inspektoracie Obozów Koncentracyjnych jako adiutant Theodora Eicke. Następnie został przeniesiony na front i walczył w szeregach Dywizji SS-Totenkopf. Został ranny w 1942 na froncie wschodnim i przeniesiony do służby w Głównym Urzędzie Gospodarki i Administracji SS.
1 września 1942 został drugim i ostatnim komendantem obozu w Stutthofie. Hoppe był odpowiedzialny za śmierć tysięcy więźniów obozu, w tym 47 tysięcy Żydów, zwłaszcza kobiet i dzieci. Jesienią 1944 uruchomił w Stutthofie komorę gazową. Był również współodpowiedzialny za masowe egzekucje więźniów podczas ewakuacji obozu (zwłaszcza koło miejscowości Neustadt in Holstein), która miała miejsce od stycznia do kwietnia 1945. Następnie Hoppe był jeszcze komendantem KZ Wöbbelin, podobozu KL Neuengamme.
Został pojmany przez brytyjskich żołnierzy w kwietniu 1946 roku na terenie Holsztynu. Jesienią 1949 roku przedostał się do Szwajcarii. W grudniu 1952 roku powrócił do Niemiec Zachodnich. Został aresztowany w kwietniu 1953 roku w Witten na wniosek prokuratury. W dniu 16 grudnia 1955 roku został skazany przez sąd rejonowy w Bochum na pięć lat i trzy miesiące więzienia za współudział w morderstwie. Federalny Trybunał Sprawiedliwości w dniu 8 listopada 1956 roku uchylił decyzję i przekazał sprawę z powrotem do Sądu Krajowego w Bochum. W drugim procesie w czerwcu 1957 roku otrzymał wyrok dziewięciu lat więzienia. Został zwolniony z więzienia pod koniec 1960 roku i mieszkał w Bochum aż do śmierci w 1974 roku.

## Odznaczenia
- Odznaka za Służbę w SS III Klasy (1941)[2]
- Odznaka Sportowa DRL[2]
- Pierścień Honorowy SS[2]
- Krzyż Zasługi Wojennej I klasy z mieczami[2]